# Хорів (Володимирський район)
Хо́рів — село в Україні, у Локачинській селищній громаді Володимирського району Волинської області. Населення становить 352 осіб.

## Географія
Селом протікає річка р. Свинарка.

## Історія
Село Хорів вперше згадується в 1454 році. В історичних джерелах відоме як Хоревъ(о), а
також як Горовъ. Назва походить від імені Хорь. Першими відомими власниками Хорова були князі Роговицькі (Єроховицькі). У 1567 році Хорів вже належав волинському господарському маршалку Зогоровському. В 1570 р. Хорів отримав статус містечка Локачинської волості Володимирського повіту з правом проводити ярмарки.
Попри міський статус, Хорів в першій половині XVII ст. залишався невеликим населеним пунктом. В ньому було всього 69 димів, в яких мешкало 204 жителі. В середині XVII ст. Хорів втрачає міський статус. 2 квітня 1629 р. сини Загоровського Петро і Андрій поділили батькові володіння. Хорів дістався Андрієві.
Наприкінці XVII ст. Хорів переходить у власність графа Фелікса Чацького. Після ІІІ поділу Польщі Хорів відійшов до Росії. Село стає центром волості Володимир-Волинського повіту. В Хорівську волость входило 26 населених пунктів сучасного Локачинського та Іваничівського районів.
В 1876 р. за кошти селян була побудована дерев'яна Свято-Онуфріївська церква. Поряд із церквою за кошти селян за сприяння єпархії та держави була побудована школа. Наприкінці XIX ст. в Хорові було 447 жителів. У червні 1899 р. село купує М. Кузнецов. В 1911 році у Хорові нараховувалось 53 двори з населенням 462 чоловіки.
У 1906 році село Хорівської волості Володимир-Волинського повіту Волинської губернії. Відстань від повітового міста 31 верст. Дворів 72, мешканців 457.
За умовами Ризького мирного договору Західна Україна відійшла до Польщі. Хорів став центром гміни Горохівського повіту. 22 червня 1941 р. почалася німецько-радянська війна, і 23 червня німці були вже в Хорові. 16 липня 1944 р. село було визволене від німців.
12 червня 2020 року, відповідно до розпорядження Кабінету Міністрів України № 708-р «Про визначення адміністративних центрів та затвердження територій територіальних громад Волинської області», увійшло до складу Локачинської селищної територіальної громади.
19 липня 2020 року, в результаті адміністративно-територіальної реформи та ліквідації  Локачинського району, село увійшло до новоутвореного Володимир-Волинського району (від 18 липня 2022 Володимирського).

## Населення
Згідно з переписом УРСР 1989 року чисельність наявного населення села становила 398 осіб, з яких 190 чоловіків та 208 жінок.
За переписом населення України 2001 року в селі мешкало 349 осіб.

### Мова
Розподіл населення за рідною мовою за даними перепису 2001 року:
| Мова       | Відсоток |
| ---------- | -------- |
| українська | 99,72 %  |
| російська  | 0,28 %   |

## Відомі люди
- Самчук Зиновій Дмитрович — лицар Срібного хреста заслуги УПА.